# 영광 단주리 목장승
목장승은 광주광역시 북구 전남대학교에 있는, 나무로 만든 장승이다. 2017년 1월 1일 광주광역시의 민속문화재 제9호로 지정되었다.

## 개요
1968년 전남대학교 박물관이 전남 영광군 영광읍 단주리에서 수습하여 원위치가 명확하다.
재료적 한계 때문에 전래되기 어려운 목장승으로 드문 사례이고 조형성이 우수하여 역사적․학술적 가치가 있다.

## 참고 자료
- 목장승 - 국가유산청 국가유산포털